# عشقم (ترانه وست‌لایف)
«عشقم» تک‌آهنگی از وست‌لایف است که در سال ۲۰۰۰ میلادی منتشر شد.
این تک‌آهنگ در چارت‌های انگلیس، سوئد و ایرلند در رتبه اول و در چارت‌های نروژ، و نیوزلند جزو ده ترانه اول قرار گرفت.